# Il pirata dell'aria
Il pirata dell'aria (Skyjacked) è un film d'azione del 1972 diretto da John Guillermin ed interpretato da Charlton Heston, basato sul romanzo Hijacked (1970) di David Harper (pubblicato in Italia da Longanesi & C. nel 1972 con lo stesso titolo italiano del film).

## Trama
Durante il volo di linea Global Airways 502 dal Minnesota un membro dell'equipaggio si accorge della presenza di un ordigno esplosivo a bordo, insieme all'ordigno vi è l'ordine di dirottare l'aereo ad Anchorage in Alaska. Il comandante del Boeing 707 Henry O'Hara decide di eseguire gli ordini del dirottatore e fa atterrare l'aereo dove richiesto.
Il dirottatore si rivela essere un passeggero: il sergente Jerome K. Weber. Egli è un veterano della guerra del Vietnam portato all'instabilità mentale dagli shock subiti durante il conflitto; dopo aver fatto scendere gran parte dei passeggeri, vuole che il comandante porti l'aereo a Mosca, credendo in questo modo di poter diventare un eroe in Unione Sovietica.
Il comandante O'Hara, aiutato dall'equipaggio riesce a convincere i sovietici a non abbattere il velivolo e a collaborare per sventare la minaccia. Una volta posto in salvo l'equipaggio e gli ultimi passeggeri rimasti, O'Hara tenta di neutralizzare il dirottatore; quest'ultimo, alla fine, in uno sprazzo di lucidità, si rende conto che l'aereo è circondato da truppe armate, pronte a ucciderlo, e dopo aver ferito O'Hara scende dall'aereo con lui, tenendolo sotto tiro, deciso a vendere cara la pelle e a uccidere quanti più soldati sovietici possibile. O'Hara riesce a svincolarsi, il dirottatore viene ucciso, e subito dopo O'Hara viene soccorso e portato via in barella.